# Koigi, Järvamaa
Koigi är en by i Estland.   Den ligger i Koigi kommun i landskapet Järvamaa, i den centrala delen av landet, 80 km öster om huvudstaden Tallinn. Koigi ligger 122 meter över havet och antalet invånare är 448.

## Geografi
Terrängen runt Koigi är platt. Runt Koigi är det glesbefolkat, med 10 invånare per kvadratkilometer. Närmaste större samhälle är Tamsalu, 8,2 km öster om Koigi. I omgivningarna runt Koigi växer i huvudsak blandskog.